# Platysenta pyromphalus
Platysenta pyromphalus är en fjärilsart som beskrevs av Dyar 1913. Platysenta pyromphalus ingår i släktet Platysenta och familjen nattflyn. Inga underarter finns listade i Catalogue of Life.